# Oulla
La Oulla est une rivière située dans l'oblast de Vitebsk en Biélorussie. C'est un affluent gauche de la Daugava de 123 km. 

## Géographie
Elle prend sa source au lac de Lepel, près de Lepel, forme un coude net vers le nord à Tchachniki  et se jette dans la Daugava à la hauteur du village d'Oulla, à 60 km à l’ouest de Vitebsk. Sa largeur est de 30 m en moyenne avec un maximum de 50 m.
Il existait au XIXe siècle un canal reliant la Mer baltique à la Daugava : le canal de la Bérézina, donnant accès au Dniepr et de là, à la Mer Noire ; mais le développement du chemin de fer puis du réseau routier ont détourné l'essentiel du trafic, et les écluses sont tombées en ruine. Ce bras d'eau n'est plus emprunté que par les plaisanciers et amateurs de canoë.